# Mahmud Bejglu
Mahmud Bejglu, pers. محمود بيگلو (ur. 1929) – irański narciarz alpejski.
Bejglu startował na Zimowych Igrzyskach Olimpijskich 1956, które rozgrywane były w Cortinie d’Ampezzo. Zajął 39. miejsce w zjeździe, 82. w slalomie gigancie oraz 55. w slalomie.